# Zur Schmerzhaften Muttergottes (Lechlingszell)

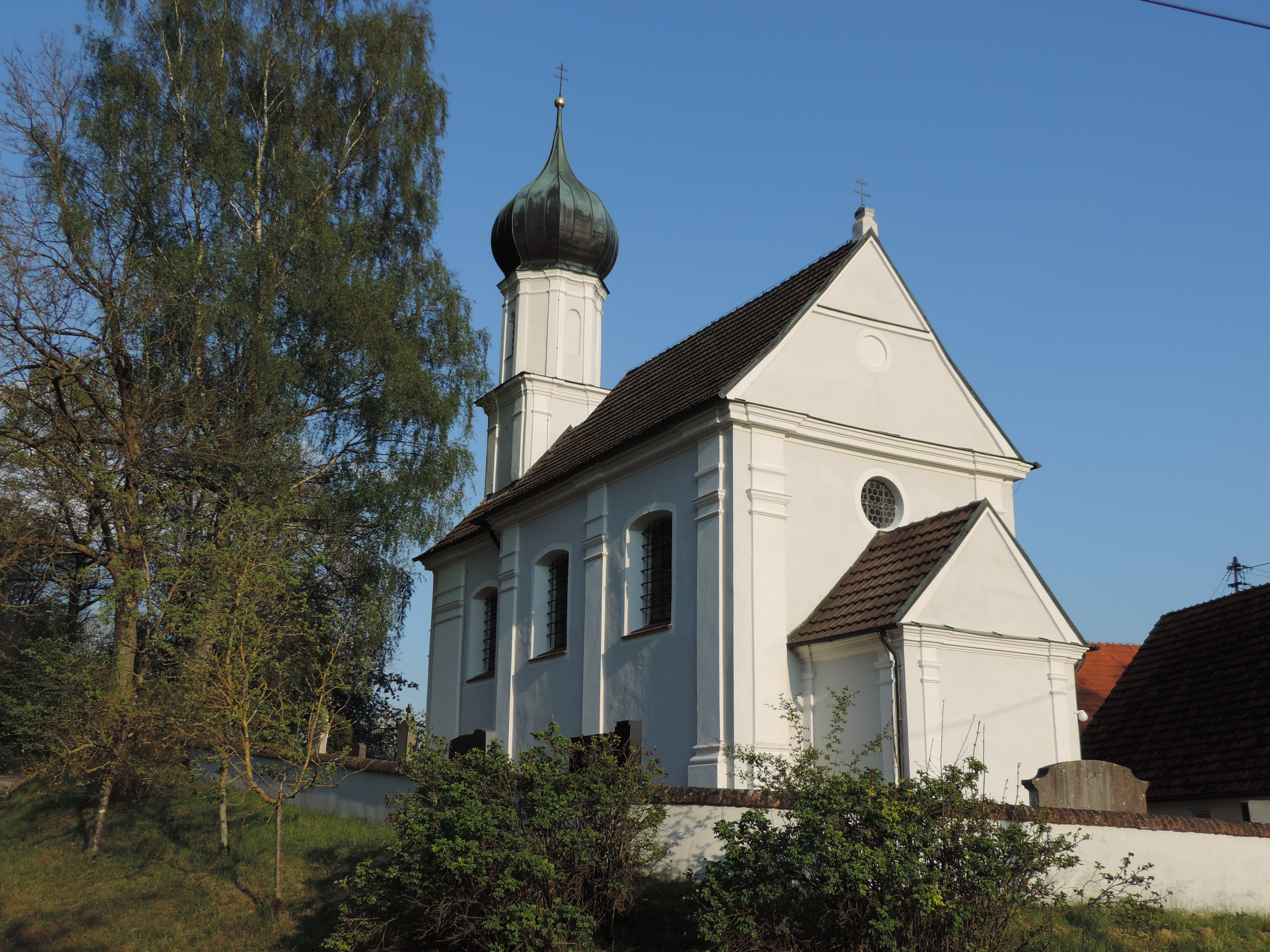
Kirche Zur Schmerzhaften Muttergottes in Lechlingszell

Die katholische Filialkirche Zur Schmerzhaften Muttergottes in Lechlingszell, einem Ortsteil der Gemeinde Baar im schwäbischen Landkreis Aichach-Friedberg in Bayern, wurde 1727/28 unter dem Abt Maurus Steingruber des Klosters Thierhaupten errichtet. 
Der pilastergegliederte Saalbau mit Stichkappentonne und eingezogenem Chor ist ein geschütztes Baudenkmal. In der Ostwand des Chors befindet sich eine risalitartig ausspringende Nische. Darüber erhebt sich der turmartige, quadratische Dachreiter mit Zwiebelhaube. 
Die Fresken wurden 1922/23 von Georg Wünsch geschaffen. Der Hochaltar mit Akanthusschnitzereien stammt vermutlich vom Ende des 17. Jahrhunderts. 